# Yermoia
Yermoia is een geslacht van vlinders van de familie spanners (Geometridae), uit de onderfamilie Ennominae.

## Soorten
- Y. glaucina Rindge, 1961
- Y. perplexata McDunnough, 1940